# El Cibalito
El Cibalito es una ranchería del municipio de Balancán ubicado en la subregión de los Ríos del estado mexicano de Tabasco.

## Geografía
La localidad se ubica a 38.5 kilómetros (en dirección este) de la localidad de Balancán de Domínguez, la cabecera y lugar más poblado del municipio. Se sitúa en las coordenadas geográficas 17°43′37″N 91°11′02″O / 17.726944, -91.183889, a una elevación de 46 metros sobre el nivel del mar.

## Demografía
Según el Conteo de Población y Vivienda 2020, efectuado por el Instituto Nacional de Estadística y Geografía, la localidad de El Cibalito tiene 421 habitantes, de los cuales 200 son del sexo masculino y 221 del sexo femenino. Su tasa de fecundidad es de 2.67 hijos por mujer y tiene 110 viviendas particulares habitadas.
| Gráfica de evolución demográfica de El Cibalito entre 1970 y 2020 |
|                                                                   |
| INEGI.                                                            |